# Vincenzo Trione
Vincenzo Trione (Sarno, 2 giugno 1972) è un saggista, storico e critico d'arte italiano.

## Biografia
Si è formato presso l’Università “Federico II” di Napoli (dove si è laureato nel 1994 in Lettere moderne con una tesi in Storia dell'arte contemporanea). Dopo aver conseguito il Dottorato di ricerca in Teoria dell’arte nell’Università degli Studi di Salerno, già Ricercatore e poi Professore associato di Storia della critica d'arte presso la Seconda Università degli Studi di Napoli (poi, Università della Campania Luigi Vanvitelli), dal 2011 è Professore ordinario di Arte e media presso l’Università IULM di Milano, dove insegna anche Storia dell'arte contemporanea  e di cui dal 2015 al 2024 è stato Preside della Facoltà di Arti, moda e turismo .
Dal 2016 è coordinatore del Dottorato di ricerca in Visual and Media Studies della IULM.
Dal 2023 è Direttore del Center for Visual Studies della IULM.
Dal 2009 collabora al "Corriere della Sera".
È stato Commissario della XIV edizione della Quadriennale di Roma (2003).
Nel 2009 è stato Direttore generale di Valencia 09-Confines. Passajes de las artes contemporaneas.
Nel 2015 è stato il curatore del Padiglione Italia della 56ª Biennale di Venezia - arti visive, intitolato Codice Italia.
Dal 2013 al 2021 ha diretto il Dipartimento di ricerca e formazione del Museo d’arte contemporanea Madre di Napoli.
Dal 2014 è membro del Comitato scientifico dell'Istituto della Enciclopedia Italiana Treccani.
Dal 2014 al 2019 è stato membro del Comitato tecnico-scientifico per la qualità architettonica e urbana e per l’arte contemporanea del Ministero dei Beni e delle Attività Culturali e del Turismo.
Dal 2018 al 2020 è stato membro del Consiglio scientifico della Scuola dei Beni e delle attività culturali istituita dal Mibact.
Dal 2020 al 2024 è stato Presidente della Scuola dei Beni e delle attività culturali istituita dal Ministero della Cultura .
Dal 2020 al 2024 è stato membro del Consiglio di gestione della SNA (Scuola nazionale dell'Amministrazione).
Dal 2019 è membro del Consiglio scientifico della Fondazione Giorgio e Isa de Chirico di Roma.
Nel 2016 è stato nominato Direttore scientifico dell’Enciclopedia Treccani dell’Arte Contemporanea.
Dal 2020 è membro del Comitato scientifico del CSAC (Centro Studi e Archivio della Comunicazione) di Parma.
Nel 2022 è stato nominato dal Sindaco di Napoli Gaetano Manfredi Consigliere alla Programmazione Museale e all’Arte Contemporanea del Comune di Napoli.
Effetto città. Arte cinema modernità (Bompiani, 2014) ha ricevuto il Premio Roma 2015 per la saggistica e il Premio-giuria Viareggio 2015.
L'opera interminabile. Arte e XXI secolo (Einaudi, 2019) ha ricevuto il Premio-giuria Viareggio 2020.
Artivismo. Arte, politica, impegno (Einaudi, 2022) ha ricevuto il Premio-giuria Viareggio 2022.
Prologo celeste. Nell'atelier di Anselm Kiefer (Einaudi, 2023) ha vinto il Premio Viareggio-Rèpaci 2024 per la saggistica.
Ha curato la raccolta completa degli scritti sull'arte di Umberto Eco (Sull'arte. Scritti dal 1955 al 2016, La nave di Teseo, 2022), che ha ricevuto il premio Miglior curatela libro sull’arte 2022 assegnato dalla rivista “Artribune”.
Nel 2020 ha ricevuto il premio dalla rivista “Artslife” come Miglior giornalista dell’anno con la seguente motivazione: “Nel profluvio di opinionisti più o meno improvvisati, che in questo anno fortemente “mediatico” non si sono fatti attendere anche nelle materie artistico/culturali, svetta l’autorevolezza messa in campo dalle colonne del 'Corriere della Sera' da Vincenzo Trione, sempre lucido e determinato nel cercare l’analisi delle problematiche e nel tratteggiare soluzioni possibili e plausibili”.
Ha partecipato alle conferenze di preparazione del G20 Cultura, con una relazione dal titolo Towards the Hybridization of Knowledge (Roma, 13 Aprile 2021).
Ha tenuto la relazione intitolata The Heritage Network, nella sessione “Building Capacity Throught Training and Education”, al primo G20 Cultura (Roma, Palazzo Barberini, 30 luglio 2021). 
Nel giugno del 2022 ha tenuto una relazione intitolata Sharing Worlds, nell'ambito della Conference of the Ministers of Culture of the Euro-Mediterranean Region - Culture Ministerial Meeting of the EU-Southern Partnership - Napoli, Palazzo Reale.
Ha diretto la prima enciclopedia d'arte contemporanea a livello internazionale (l'Enciclopedia Treccani dell'Arte Contemporanea, Istituto dell'Enciclopedia Italiana, 2021), che ha ricevuto il Premio Miglior libro dell'anno 2021 assegnato da "Artribune". 
Dal 2023 cura il programma di opere di arte pubblica Napoli contemporanea, in diversi siti della città. Tra i primi appuntamenti di questo ciclo, la versione monumentale della Venere degli stracci  di Michelangelo Pistoletto, installata a Piazza Municipio nel giugno 2023 e incendiata da un clochard qualche settimana dopo: un evento che ha suscitato un ampio dibattito a livello internazionale. L'opera è stata ricollocata nella stessa piazza nel marzo del 2024. Nell'ambito di questo programma rientra anche Tu si na' cosa grande ricollocata, la scultura postuma di Gaetano Pesce installata a Piazza Municipio nell'autunno del 2024, che ha suscitato un ampio e diffuso dibattito critico, mediatico e pubblico. 
Nel 2020 è stato nominato Cavaliere “Al merito della Repubblica Italiana” dal Presidente della Repubblica Italiana Sergio Mattarella.

### Ricerca
La sua ricerca, come emerge soprattutto da Effetto città, da L’opera interminabile, da Artivismo e da Prologo celeste, si muove nell’ambito dei visual studies, un campo teorico frequentato a livello internazionale da studiosi provenienti da saperi differenti (storia dell’arte, storia del cinema e dei media, studi culturali, sociologia, estetica), accomunati dal considerare “tutte” le immagini e “tutte” le forme di esperienza visiva come parti integranti del tessuto della cultura e della società. Iscrivendosi in questo orizzonte, Trione ha disegnato una fitta trama di corrispondenze tra pittura, architettura, fotografia e cinema: ha studiato soprattutto il sistema dei linguaggi contemporanei, scandagliando i nessi che, nella stagione delle avanguardie e in quella delle neoavanguardie, intercorrono tra teoria e storia delle poetiche, tra fenomenologia delle forme e strutture dell’immaginario. Infine, tra arti e media. L’intento di Trione non è quello di suggerire un indistinto flusso mediale, ma di salvaguardare il “proprio” delle varie discipline e, insieme, di spingerle al di là dei loro recinti; di renderle “mutanti”; di ricollocarle; di aprirle verso altre discipline; infine, di condurle in zone franche ancora poco esplorate. “Un libro profondo e scritto benissimo su artisti che vorresti conoscere. Una lettura dalle qualità letterarie” (Orhan Pamuk). Di lui Salvatore Settis, nella recensione a L’opera interminabile, ha detto: “È il Virgilio che ci accompagna” nell’arte del XXI secolo. Di Prologo celeste Maurizio Ferraris, sul "Corriere della Sera" del 27 novembre 2023, ha detto: "Costituisce un oggetto culturale di prima grandezza non solo per l'argomento trattato, ma per il metodo seguito, che non solo si adatta perfettamente alla materia, ma aggiunge un elemento innovativo destinato a fare scuola. (...) Trione è Marlowe in Cuore di Tenebra (o in Apocalypse Now)". Di Prologo celeste, Massimo Recalcati, su "La Repubblica" del 31 dicembre 2023, ha scritto: "Mancava negli studi di storia dell’arte contemporanea, un libro così ampio e rigoroso che consacrasse l’opera di Anselm Kiefer come una tra le più significative dell’ultimo secolo. Ora questa lacuna è stata colmata dal saggio titolato "Prologo celeste" (...) che condensa una riflessione iniziata già alla fine degli anni Ottanta e che davvero vale una vita intera di studi". A Prologo celeste, nel gennaio del 2025, è stata dedicata una giornata di studio promossa dall'Accademia Nazionale dei Lincei. 

## Opere

### Volumi
- Il poeta e le arti. Apollinaire e il tempo delle avanguardie, Guerini e Associati, 1999.
- Dentro le cose. Ardengo Soffici critico d’arte, Bollati Boringhieri, 2001.
- Atlanti metafisici. Giorgio de Chirico: arte, architettura, critica, Skira, 2005.
- Le città del silenzio. Giorgio de Chirico: architettura, memoria, profezia, Skira, 2009.
- Effetto città. Arte cinema modernità, Bompiani, 2014 (Premio Roma per la saggistica, Premio-giuria Viareggio).
- (con Tomaso Montanari), Contro le mostre, Einaudi, 2017.
- L'opera interminabile. Arte e XXI secolo, Einaudi, 2019 (Premio-giuria Viareggio).
- Artivismo. Arte, politica, impegno, Einaudi, 2022 (Premio-giuria Viareggio).
- Prologo celeste. Nell'atelier di Anselm Kiefer, Einaudi, 2023 (Premio Viareggio-Rèpaci per la saggistica).

### Grandi opere
- (con Valeria Della Valle) Direttore scientifico dell'Enciclopedia Treccani dell'Arte Contemporanea, Istituto dell'Enciclopedia Italiana, 4 voll., 2021[24].

### Volumi curati
- con Gladys Fabre, Christopher Ho e Barbara Rose, Monocromos. De Malevich al presente, Documenta, 2004.
- tr. francese, Le monochrome. De Malevitch à aujourd’hui, Editions du Regard, 2004.
- tr. inglese, Monochrome. From Malevith to the present, The California University Press, 2006.
- tr. italiana, Monocromi. Da Malevič al presente, Documenta, 2007.
- (con Giuseppe Montesano), Napoli assediata, Tullio Pironti, 2007.
- (con Giuseppe Montesano), Alberto Savinio, La nascita di Venere. Scritti sull’arte, Adelphi, 2007.
- Spirito. Momenti del sacro nell’arte contemporanea, in “Babel”, numero monografico, Libri Scheiwiller, 2009.
- Mimmo Rotella, Anni di piombo, Abscondita, 2012.
- (con Aldo Grasso), Arte in tv. Forme di divulgazione, Johan&Levi, 2014.
- Il cinema degli architetti, Johan&Levi, 2014.
- Roberto Longhi, Boccioni e il futurismo, Abscondita, 2016.
- Atlante dell’arte a Napoli e in Campania: 1966-2016, Electa, 2017.
- (con Gianfranco Maraniello e Alberto Salvadori), Aria italiana. Enciclopedia minima per idee e visioni oltre la pandemia, Milano, Mousse Publishing, 2021 (ed. italiana e inglese).
- Umberto Eco, Sull'arte. Scritti dal 1955 al 2016, La nave di Teseo, 2022.
- Armi improprie. Lo stato della critica d'arte in Italia, Johan&Levi, 2024.
- Giulio Carlo Argan, Arte, Treccani Libri, 2024.
- Alice, Roma, Treccani Libri, 2024.
- Almanacco Napoli Contemporanea: 2023-2025, Electa, 2025.

### Mostre
- I luoghi e l’anima. Mario Sironi / Constant Permeke, Milano, Palazzo Reale, 2005.
- El siglo de Giorgio de Chirico. Metafísica y arquitectura, Valencia, IVAM, 2007.
- Valencia09: Confines: pasajes de las artes contemporaneas, Valencia, IVAM, 2009.
- Ryan Mendoza. The Possessed, Napoli, Museo Madre, 2010.
- Pintar sobre el mar. El mar como pretexto, Valencia, IVAM, 2010.
- Salvador Dalí. Il sogno si avvicina, Milano, Palazzo Reale, 2010.
- Alberto Savinio. La commedia dell’arte moderna, Milano, Palazzo Reale, 2011.
- Post-classici. La ripresa dell'antico nell'arte contemporanea italiana, Roma, Foro romano e Palatino, 2013.
- Codice Italia, Padiglione Italia della 56ª Biennale di Venezia - arti visive, 2015.
- Napoli contemporanea, Napoli, in diverse sedi, 2023- (Antonio Marras, Rampe del Salvatore e Vicolo San Pietro a Majella; Michelangelo Pistoletto, Piazza Municipio; Francesco Vezzoli, Castel Nuovo; Marinella Senatore, Rotonda Diaz; Mimmo Jodice, Castel Nuovo; Marcello Jori, Piazza Mercato; Jaume Plensa, Piazza Municipio).

### Cataloghi di mostre
- I luoghi e l’anima. Mario Sironi / Constant Permeke, Federico Motta, 2005.
- El siglo de Giorgio de Chirico. Metafísica y arquitectura, Skira, 2007 (ed. spagnola e inglese).
- Confines: pasajes de las artes contemporaneas, IVAM, 2009 (ed. spagnola e inglese).
- Ryan Mendoza. The Possessed, Electa, 2010 (ed. italiana e inglese).
- Pintar sobre el mar. El mar como pretexto, IVAM, 2010 (ed. spagnola e inglese).
- Salvador Dalí. Il sogno si avvicina, 24 Ore Cultura, 2010.
- Alberto Savinio. La commedia dell’arte, 24 Ore Cultura, 2011.
- Post-classici. La ripresa dell'antico nell'arte contemporanea italiana, Electa, 2013.
- Codice Italia, Bompiani, 2015 (ed. italiana e inglese).